# 南美異唇齒魚
南美異唇齒魚，為輻鰭魚綱脂鯉目脂鯉亞目脂鯉科的其中一個種。分布於南美洲Laguna dos Patos流域，體長可達4公分，棲息在沙底質水域，生活習性不明。